# Warren-jelentés

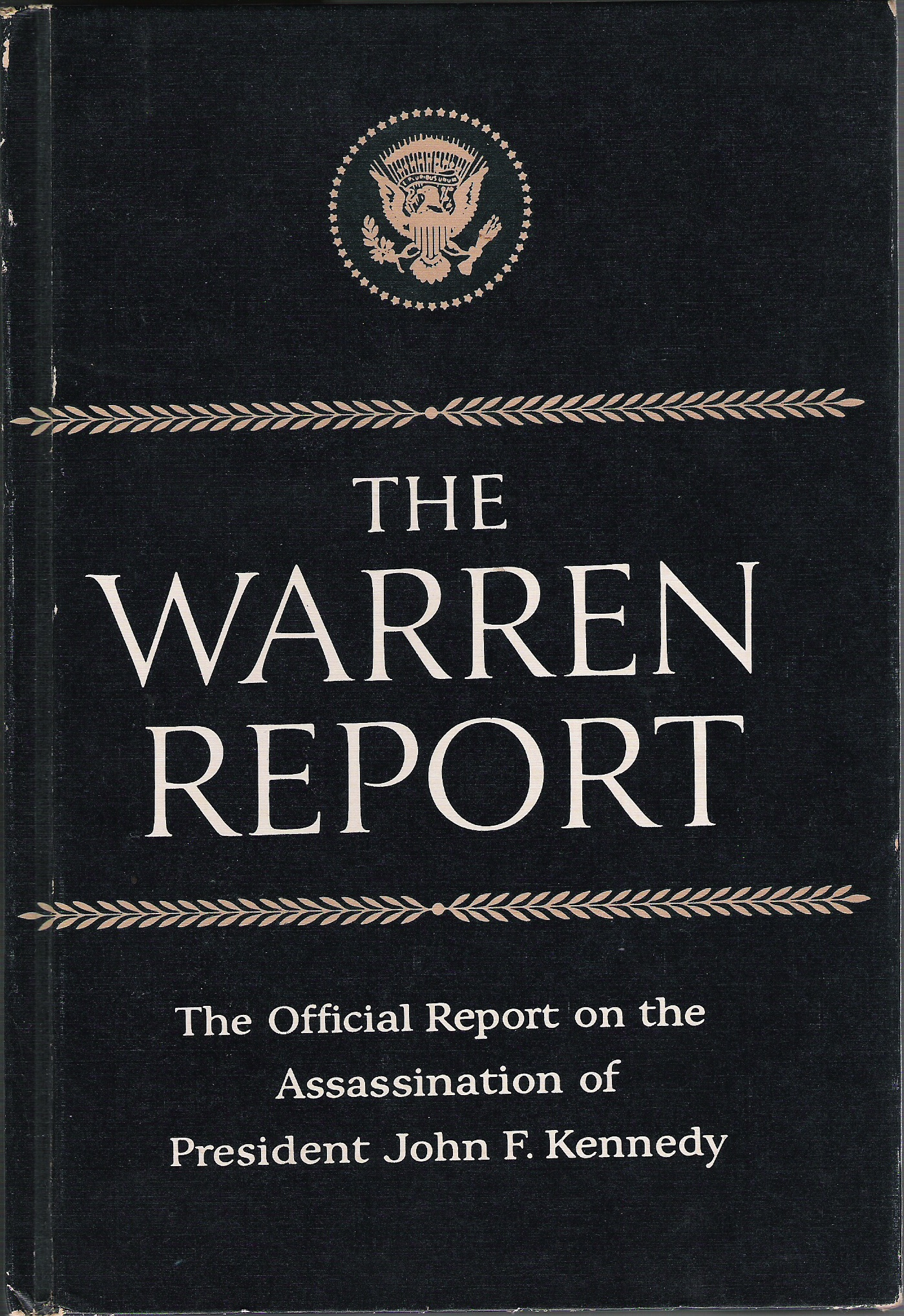
A Warren-jelentés

A Warren-jelentés a John Fitzgerald Kennedy, az Amerikai Egyesült Államok 35. elnöke ellen elkövetett halálos merénylet körülményeit kivizsgáló bizottság jelentése. A „Kennedy elnök meggyilkolását kivizsgáló elnöki bizottság”, nem hivatalos nevén a „Warren-bizottság” 1963. november 29-én alakult meg Lyndon B. Johnson frissen felesküdött elnök, Kennedy volt alelnöke általi felkérésre. A bizottság feladata John F. Kennedy halálának kivizsgálása volt. A bizottság megkapta a képviselőház és a szenátus közös felhatalmazását, hogy tanúkat idézzen maga elé és hallgasson meg, és a bizonyítékok alapján készítse el jelentését az 1963. november 22-én a texasi Dallas-ban végrehajtott merénylettel kapcsolatban.
A bizottság 889 oldalas jelentését 1964. szeptember 24-én adta át Johnson elnöknek, amit három nappal később nyilvánosság tettek. A végkövetkeztetés az volt, hogy Lee Harvey Oswald egymaga ölte meg Kennedy-t és sebesítette meg John Connally texasi kormányzót, illetve Jack Ruby szintén társak nélkül ölte meg Oswaldot két nappal a merénylet után. A bizottság által összeállított anyag azóta is vita tárgya, melynek alátámasztására és cáfolására is tettek kísérletet a későbbi tényfeltáró munkák.

## Történet
1963. november 22-én Dallasban merényletet követtek el John Fitzgerald Kennedy az Amerikai Egyesült Államok 35. elnöke ellen. Az új elnöknek, Lyndon B. Johnsonnak úgyszólván első dolga volt, hogy egy bizottságot nevezzen ki a merénylet körülményeinek, és a merénylettel gyanúsított Lee Harvey Oswald meggyilkolásának kivizsgálására, és részletes beszámolót kérjen a vizsgálat eredményéről. A bizottság élére Earl Warren, a Legfelsőbb Bíróság elnöke került. Az elkészített vizsgálati anyag Warren-jelentés néven híresült el.

## A bizottság tagjai
Bizottsági tagok

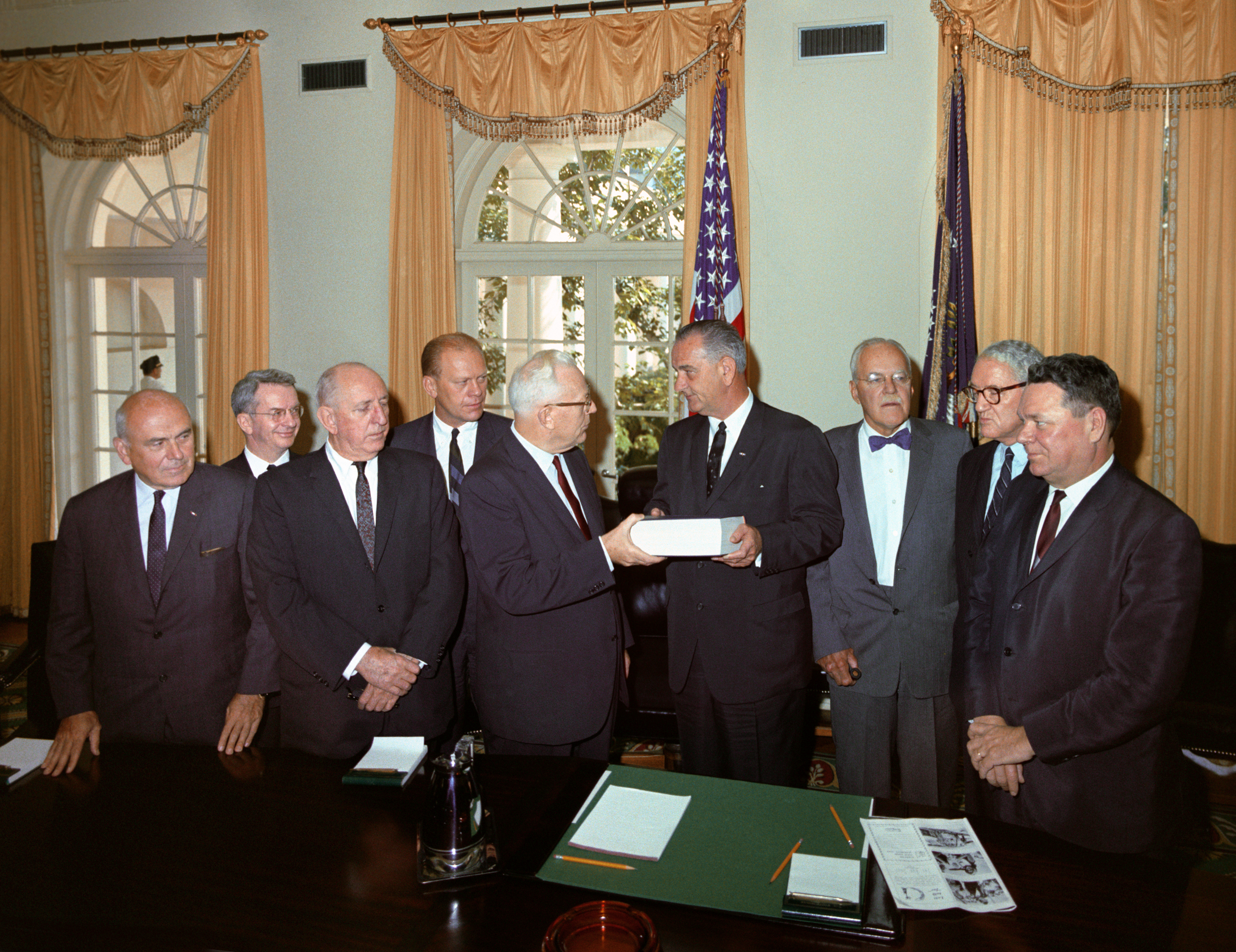
A Warren Bizottság benyújtja jelentését Johnson elnöknek

- Earl Warren, a Legfelsőbb Bíróság elnöke, a bizottság vezetője[7]
- Richard B. Russel, demokrata párti szenátor[8]
- John Sherman Cooper volt indiai nagykövet, Kentucky állambeli republikánus szenátor
- Hale Boggs képviselő[9]
- Gerald Ford konzervatív republikánus képviselő, később az Amerikai Egyesült Államok elnöke
- Allen Welsh Dulles a CIA J. F. Kennedy által menesztett volt igazgatója, a bizottság operatív vezetője[10]
- John J. McCloy bankár, Kennedy volt tanácsadója, Johnson befolyásos texasi körének, a „8F”-nek egyik tagja[11]

Az általános tanács tagja
- J. Lee Rankin, a bizottság vezető jogtanácsosa, 1953-tól, az Egyesült Államok helyettes főügyésze

| Segéd tanácsnokok - Francis William Holbrooke Adams - Joseph A. Ball - David W. Belin - William T. Coleman, Jr. - Melvin Aron Eisenberg - Burt W. Griffin - Leon D. Hubert, Jr. - Albert E. Jenner, Jr. - Wesley J. Liebeler - Norman Redlich - W. David Slawson - Arlen Specter - Samuel A. Stern - Howard P. Willens (az Igazságügyi minisztérium összekötője) | Stábtagok - Philip Barson - Edward A. Conroy - John Hart Ely - Alfred Goldberg - Murray J. Laulicht - Arthur J. Marmor - Richard M. Mosk - John J. O'Brien - Stuart R. Pollak - Alfredda Scobey - Charles N. Shaffer, Jr. - Lloyd L. Weinreb |

A kihallgatások kezdetén a legrejtelmesebb titok volt: miért akarta meggyilkolni Lee Oswald az elnököt?

## A vizsgálat menete
A Warren-bizottság első hivatalos ülése 1963. december 5-én vette kezdetét, a Nemzeti Archívum (National Archives Building) épületének második emeletén, Washington, D.C.-ben. A bizottság üléseit elsősorban zárt ajtók mögött tartotta, de azok nem minősültek titkosnak.
|  | „A Warren-bizottság meghallgatásaival kapcsolatos két tévedést korrigálni kell. … A meghallgatások a nyilvánosság kizárásával folytak, hacsak a bizottság előtt megjelenő tanú nyílt meghallgatást nem kért. Ezt egy tanún kívül senki nem igényelte … Másodszor, noha a meghallgatások (azon egy kivételével) zártkörűen zajlottak, nem voltak titkosak. Titkosság esetén a tanút arra kötelezik, hogy harmadik félnek ne tárja fel vallomását és a vallomást nem jelentetheti meg a nyilvánosság számára. A bizottság előtt megjelenő tanúk szabadon megismételhették szavaikat bárki előtt, akinek óhajtották, és minden vallomásban tett kijelentésüket a bizottság publikálta a később megjelenő első tizenöt kötetnyi anyagban.” |
|  | – |

A vizsgálatnál a bizottság kizárólag az FBI-ra (Federal Bureau of Investigation, Szövetségi Nyomozóiroda) és az USSS-re (United States Secret Service, az Egyesült Államok Titkosszolgálata) támaszkodott. Összesen 552 tanút kértek fel írásbeli, vagy szóbeli vallomástételre. Közöttük volt például Johnson elnök, illetve annak a háznak a házfelügyelője, ahol Oswald lakott. Noha a 889 oldalas Warren-jelentést 1964. szeptember 24-én adták át az elnöknek, és három nap múlva teljes terjedelmében nyilvánosságra hoztak 15 kötetnyi tanúvallomást és 11 kötetnyi bizonyítékot, közte 552 tanúvallomással és 3100 tárgyi bizonyítékkal, két hónappal később a bizottság további 26 kötetnyi iratot adott át az illetékeseknek, amelyek jó részét 75 évre titkosították a National Archive általános, a kormány által indított szövetségi vizsgálatokra vonatkozó szabályzatának értelmében. A titkosítás célja: „azon ártatlan személyek védelme, melyek másként az ügy szereplőivel meglevő kapcsolataik miatt veszélynek lennének kitéve”. Bár az iratgyűjtemény 98 százalékát 1992-re szabadon kutathatóvá tették, máig sokan várják a teljes paksaméta titkosításának 2039-es lejártát.
J. Edgar Hoover, az FBI főnöke, 1964. május 14-én vallomást tett a Warren-bizottság előtt. „Először: az elnököt Oswald lőtte le. Másodszor: semmiféle fajtájú, jellegű és természetű összeesküvéssel nem nem állott kapcsolatban. Semmiféle összeesküvésre nincs „szemernyi bizonyíték” sem.” A bizottság megállapításai megegyeztek az FBI következtetéseivel, és semmi újat nem tartalmaztak Kennedy elnököt Lee Harvey Oswald gyilkolta meg, őt pedig Jack Ruby ölte meg. A bizottság megállapítása szerint egyiküknek sem volt cinkosa, tettüket egyedül, bűntársak nélkül követték el. 
Az ország megkönnyebbült sóhajjal fogadta a jelentést.

### Lee Harvey Oswald halálával kapcsolatos álláspont
Oswald lelövésére a bizottság úgy reagált, miszerint a média munkatársainak osztoznia kell a Dallasi rendőrkapitánysággal a törvényesség fenntartásán esett csorba miatti felelősségében. Emellett a bizottság túlmenően a rendőrség „nem megfelelő" szervezésének megállapításán rámutatott, hogy „(a biztonság) ilyetén további hiányosságai közvetlen annak a döntésnek következménye, hogy a riportereket beengedik az alagsorba."
A bizottság véleménye szerint a rádió, a televízió és a sajtó részéről érkező nyomás, és Oswald átszállításával kapcsolatos információéhség okozta a biztonsági rendszabályok betartásának fellazulását, s ezen belül az alagsorba való bebocsátás hanyagságát, melynek révén Ruby behatolhatott oda s lelőhette Oswaldot. A bizottság rámutatott, hogy a „nem megfelelő sajtóazonosítók elfogadása szabad utat ad az egyszemélyes támadások elkövetőinek”. Oswald halálának okaként a bizottság a rendőrség képtelenségét jelölte meg Oswald titokban történő átszállítására, és az alagsori tömeg ellenőrzésére.
Oswald halálának következménye a bizottság szerint az volt, hogy „többé nem volt lehetséges az orgyilkosság teljes történetét normál igazságügyi eljárás keretében, a vádlott perének útján felderíteni”. A bizottság a fő vétkesnek a rendőrséget jelölte meg, de szintén javasolta a sajtó munkatársai számára egy új működési szabályzat kidolgozását, mely biztosítaná, hogy az információk megszerzése és a nyilvánosság elé tárása ne zavarja meg a folyamatban lévő bűnügyi nyomozásokat, bírósági pereket és egyének tisztességes jogi eljáráshoz való jogát."

### A Tippit-gyilkossággal kapcsolatos állásfoglalás
A tanúk számából ítélve alapos munkát végzett a Warren-bizottság, mégis olyan fontos tanút, mint Frank Wright nem hallgattak ki és meg sem keresték. Frank Wright érhetett először a Tippit-gyilkosság színhelyére. Elmondta, az utcán egy rendőrségi autó állt, mellette egy férfi „Mintha épp abban a pillanatban esett volna össze...” Amikor Wright felpillantott, észrevette, hogy az autó előtt áll valaki, és a földön fekvő alakot nézi, ... „Egy darabig csak állt, bámulta – aztán beugrott a kocsijába, és szélsebesen elhajtott. Ócska, szürkés színű kétajtós kis kocsi volt, 1950-es, vagy 1951-es típusú.” Domingo Benavides teherautó-sofőr, aki kb. 8 méterre volt a gyilkosság helyszínétől a gyilkos távozása után odament a rendőrautóhoz, és annak rádióján 13 óra 16 perckor jelentette a gyilkosságot a Warren-jelentés szerint. Ugyanakkor Benavides azt vallotta: „Nem akartam kiszállni, és egyenesen odarohanni, mert hátha megint lövöldözni kezd”. Benavidest a bizottság nem idézte be. Tanúvallomását a bizottság egyik jogásza vette fel, melyben a tanú azt állította, látta Oswaldot a televízióban és az újságokban, mégis megtagadta, hogy Oswaldot, mint Tippit gyilkosát azonosítsa.
A rendőrség 13 óra 22 perckor adta le a személyleírást: „harminc év körüli, 170 cm magas, fekete hajú, sovány, megölt egy rendőrt, és fegyver van nála.” A bizottság szerint a személyleírás Helen Louise Markhamtől származik, aki azonban egy szóval sem említi, hogy látta volna Wrightot. Markham eskü alatt vallotta, hogy a gyilkosság 13 óra 06 perckor történt, de Oswald gyalog nem érhetett a lakásától a gyilkosság helyszínére ennyi idő alatt. A Warren-jelentés szerint „Ha leszámítjuk is Mrs. Markham vallomását, bőséges bizonyíték támasztja alá, hogy Oswald gyilkolta meg Tippitet.”
A Warren-bizottság a gyilkosság idejét 13 óra 15, vagy 13 óra 16 percben állapította meg Benavides rádiójelentése alapján, amely a legkorábbi időpont, amikor Oswald gyalog a helyszínre érhetett volna. Ez már csak azért is téves, mert Tippit halotti bizonyítványán a halál beálltának idejét 13:15 percben állapították meg. Ezt nem tehették volna meg 13:15 perckor, amennyiben a lövések ekkor dördülnek el, mivel a testet el kellett szállítsa a mentőautó, be kellett érni vele a kórházba, és be kellett érni vele a vizsgálóba, ahol az orvosok akadálymentesítették a légutakat és megpróbálták megmenteni Tippit életét, mielőtt halottnak nyilvánították. Mivel a Warren bizottság ennek ellenére ragaszkodott a 13:15, vagy 16 perckor történt gyilkossághoz, felmerül, hogy vajon ez a tévedés nem volt-e szándékos.
A jelentés nem ad választ rá, hogy vajon hova sietett Oswald az állítólagos elnökgyilkosság után, amikor Tippitbe botlott. Csak találgatások léteznek arra nézve, hogy talán egy közelben fekvő reptér lehetett volna elképzelhető úticél. A Tippit gyilkosság helyszíne mindössze két háztömbnyire van a Marsalis Streettől, Jack Ruby lakásától, aki tanúk szerint a gyilkosság előtti időkből ismerte Oswaldot.

### A Warren-bizottság eljárása az FBI nyomozati anyagát illetően
Oswaldot 48 órás fogva tartása alatt nem kevesebb mint hét FBI-ügynök hallgatta ki. Semmilyen feljegyzés nem maradt a kihallgatásról, mert az ügynökök minden általuk leírtat megsemmisítettek. A Warren-bizottság nem kérdőjelezte meg, miért történt mindez.
Az FBI Oversight Commitee előtt Dodd kongresszusi képviselő megkérdezte, hogy az FBI kapott-e figyelmeztetést, hogy Oswaldot meg fogják ölni. J. Gordon Shanklin különleges ügynök, aki 1963 novemberében a dallasi FBI iroda vezetője volt elmondta, hogy ő is és a sheriff irodája is kapott névtelen telefonhívást erre vonatkozóan. Shanklin szerint erről a Warren-bizottság is értesült. Shanklin hosszas keresés után telefonon érintkezésbe lépett Jesse Edward Curry rendőrfőnökkel és tájékoztatta. Curry azt válaszolta, hogy már intézkedett és két páncélkocsija is van az átszállításhoz. A hívó kilétét nem sikerült megállapítani, de ugyanez a személy a sheriff irodáját is felhívta az információval. A Warren bizottság mégsem állapított meg semmilyen külső segítséget, vagy tudomást Oswald meggyilkolására vonatkozóan.
1964. június 9-én J. Edgar Hoover, az FBI igazgatója levelet írt J. Lee Rankinnek, a Warren-bizottság vezető jogtanácsosának, melyben tanúsította, hogy Jack Ruby 1959-ben az FBI informátora lett. Rankin a levelet megkapta, 1062-es dokumentumként lajstromba vették, de sem következtetést nem vontak le, sem kérdéseket nem tettek fel erre vonatkozólag, és végül kihagyták a 26 kötetnyi nyilvánosságra hozott jelentésanyagból, vagyis eltussolták.

## A bizottság munkájának bírálata

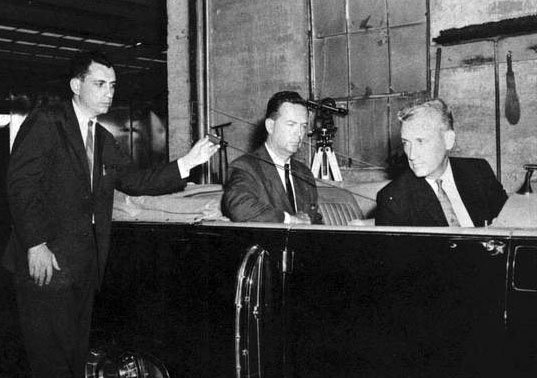
A bal oldalon Arlen Specter bizottsági tag az általa kidolgozott, ún. egyetlen lövedék elmélet bemutatása közben. Az elmélet kritikája később a mágikus lövedék néven lett ismert.

A jelentés elkészültét követő évek során jópáran akadtak, akik korántsem fogadták egyértelmű helyesléssel a jelentést, vitába szálltak egyes megállapításaival, sőt kétségbe vonták egynémely vizsgálati módszerének helyességét, úgy mint Silvan Fox, Harold Weisberg, Thomas Buckanen, Edward Epstein, Mark Lane, Fred Coock, Ioachim Josten, Hugh Trevor-Roper, Josiah Thompson, Jim Garrison és mások. Angliában bizottság alakult „Ki ölte meg Kennedyt” elnevezéssel. S ez a bizottság, amelynek élén tekintélyes személyiségek, – Bertrand Russell, Hugh Trevor-Roper, az oxfordi egyetem történelemprofesszora, Tony Richardson filmrendező és Kenneth Tynan író – álltak, külön vizsgálatot indítottak, nem rejtve véka alá véleményét, mely szerint a Warren-bizottság megállapításai nem eléggé megalapozottak, túlságosan sommásak. Aggasztóan sok maradt a megválaszolatlan kérdés.
1992-ben a JFK Records Act értelmében létrehozták az Assassination Records Review Boardot (A gyilkosság dokumentumai felülvizsgálatát végző bizottság) a dokumentumok összegyűjtése és megőrzése céljából. Ennek végső jelentése szerint:
|  | „A Warren-bizottság megállapításaival kapcsolatos kétségek nem csak az átlagos amerikai polgárokban merültek fel. Jóval 1978 előtt, Johnson elnök, Robert Kennedy, és a Warren-bizottság hét egykori tagja közül négyen mindannyian - néha nem nyilvánosan - megfogalmaztak bizonyos kritikákat a bizottság alapvető megállapításaival kapcsolatban.” |
|  | |

Egy 2013-ban Robert Kennedy Jr.-ral készült interjú szerint apja, Robert Kennedy államügyész hivatalosan támogatta a Warren-bizottság jelentését, de valójában úgy érezte, hogy „fércmunka”.

### Nyitott kérdések
A kritikusok szerint a Warren-bizottság megállapításai rengeteg kérdést megválaszolatlanul hagytak, illetve ellentmondásokat hoztak létre.
- Korántsem meggyőző az a megállapítás, hogy három lövés dördült, és mind a tankönyvlerakatból jött.[28] Szintén vitatható, hogy Kennedyt mindhárom találat hátulról érte.[* 5][29] Ugyancsak vitatható, hogy a Conally texasi kormányzót megsebesítő golyó először az elnököt találta. Több, a bizottság elé be nem idézett tanú határozottan állította: az első lövés elölről a felüljáróról, vagy annak közeléből jött. Akkor Oswaldon kívül legalább még egy személynek kellett lőnie az elnökre.

- A bizottság nem tisztázta az indítékot. A bizottság következtetései kimondatlanul is arra épülnek, hogy Oswaldot megmagyarázhatatlan ok késztette, és Ruby is hasonló okból ölt. A bizottság az alábbi logikai sorrendben csoportosította végkövetkeztetéseit:

1. Kennedyt Oswald ölte meg, Oswaldot meg Ruby.
2. Kettejük között nem volt semmiféle kapcsolat, mindegyikük önállóan, segítség nélkül hajtotta végre tettét.
3. Oswaldnak nem volt észszerű indítóoka.
4. Következésképpen Rubynak sem volt észszerű indítóoka.

- Volt-e összeesküvés? „A bizottság semmiféle bizonyítékot nem talált arra, hogy akár Lee Harvey Oswald, akár Jack Ruby egy Kennedy-ellenes hazai vagy külföldi összeesküvésben vett volna részt… Mivel negatívumokat igen nehéz bizonyítani, nem tisztázható határozottan annak lehetősége, hogy Oswaldnak vagy Ruby-nak társai is voltak. Ám ha van is erre bizonyíték … és a bizottság sem szerzett tudomást róla.” Más szóval a bizottság nem jelentheti ki, hogy a két gyilkosság nem összeesküvők műve.

- Oswald a tengerészgyalogságnál éppen csak hogy megfelelt minősítést ért el lövészetben (egy ponttal kevesebbel nem felelt volna meg).[30] Elhibázta a mozdulatlan, kivilágított Warren ezredest. A későbbi rekonstrukciók során (álló célpontra) mesterlövészek,[31] valamint Hammerl László az (1964-es tokiói olimpiai bajnoka) nem tudták megismételni az állítólagos 5,6 másodperces teljesítményét.

- Amikor Oswald hazament, zakót cserélt, és magához vette a revolvert, majd újból elment. Távozása előtt különös dolog történt, melyről Mrs. Earlene Roberts házfelügyelő számolt be. Elbeszélése szerint 13 óra tájt egy dallasi rendőrségi autó állt meg pont a ház előtt. Ekkor Oswald, aki összesen 3-4 percig volt odahaza, még a szobájában volt. A kocsi két rövidet tülkölt,[32] a házfelügyelő először azt hitte, hozzá jöttek, mert szokott a feleségüknek dolgozni, de a száma ismeretlen volt. Vagy 106, vagy 107 számú. Az FBI-nak pedig 207-ről beszélt. A bizottság szerint a 207-es a tankönyvraktárnál volt, a 106-tal együtt, a 170-es, és 107-es járőrautókat pedig 1963 áprilisában eladta a rendőrség. Vajon ki vette meg a két kocsit?

- Igor Vaganov, álnéven Turk, 1963 októberében (amikor megtudta, hogy Kennedy Dallasba látogat) azt kérte főnökétől, hogy helyezzék át Dallasba, de mivel nem teljesítették a kérését, novemberben felmondott, és 18 éves menyasszonyával (akit útközben feleségül vett) Dallasba költözött. Mesterlövész volt, nagy távolságból egymás után többször, pár másodperc alatt el tudott találni kis célpontokat, és ezzel feltűnően dicsekedett is mások előtt. Egy feltűnő, piros Thunderbird sportkocsija volt, amelyben adóvevő is volt, és ez akkoriban egyrészt igen költséges, másrészt szokatlan volt. Az adóvevőt rádiótelefonként használta, valamint rá tudott állni vele más  hullámhosszra, pl. a rendőrségére is. 8-12 km-es körzetben tudott vele rádiózni. Oak Cliffben bérelt lakást, körülbelül egy kilométerre Oswald lakóhelyétől. November 19-én egy köpcös ember kereste a lakásán (Ruby), de mivel nem volt otthon, felesége beszélt vele. November 22-én egész délelőtt otthon volt, végignézte a tv-ben az elnök elleni merényletről szóló híradást, majd 12.50-kor távozott otthonról. Kb. 20-25 perc múlva lőtték le Tippitet Vaganov lakásától 1 mérföldre. Ami az érdekesség, hogy egy szemtanú azt állította, hogy két férfi ölte meg Tippitet, egy köpcös és egy másik, akin hajszál pontosan olyan ruha volt, mint amelyben felesége szerint Vaganov aznap elment otthonról. Ezeket a ruhákat később egy telefonfülkében találták meg egy csomagban. Továbbá 0,38 kaliberű pisztollyal lőtték le Tippitet, és Vaganovnak pont ilyen fegyvere volt. Benavides pedig egy piros sportkocsit látott a Tippit gyilkosság helyszínén. A merénylet után Vaganov már másnap elköltözött Dallasból. Később állandóan vándorolt az ország területén, és mindig nyoma veszett. Álnéven élt. Pl. évekig egy birtokon élt Mexikóban. Később az is kiderült Vaganovról, hogy a merénylet előtt nem sokkal járt New Orleans-ben, és kapcsolatban állt kubai emigránsokkal is. 1968-ban Memphisben bukkant fel, mielőtt meggyilkolták Martin Luther Kinget. Ami a két gyilkosságban közös volt, hogy mindkét alkalommal regisztráltak titokzatos rádióutasításokat, amelyekkel valaki a rendőrség hullámhosszán manipulálta a rendőröket.

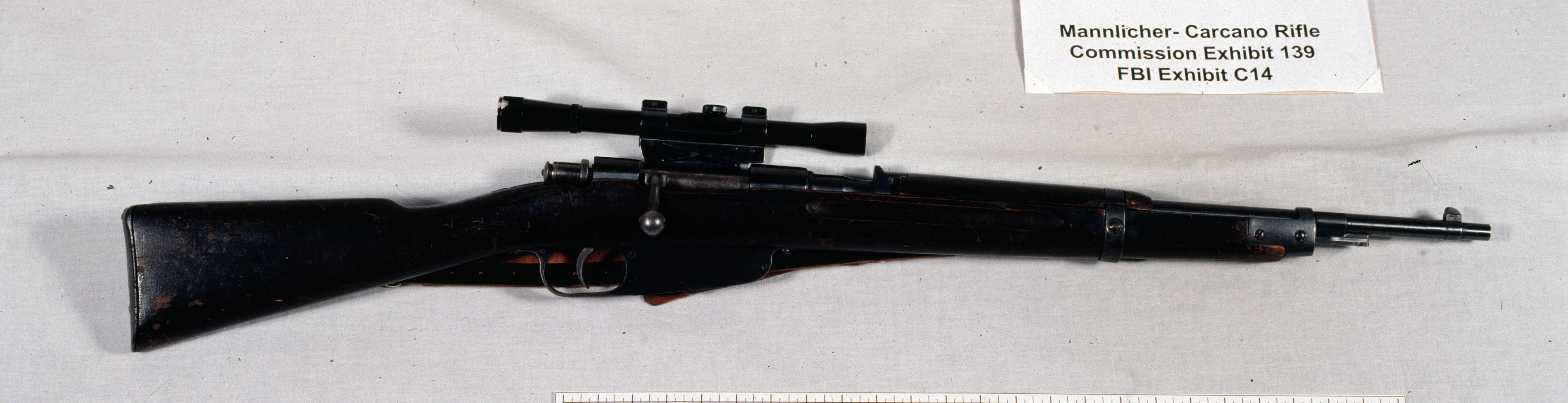
Oswald fegyvere, egy Mannlicher-Carcano típusú, 6,5 mm-es, olasz gyártmányú karabély

- A gyilkosság napján 1 óra 22 perckor a tankönyvlerakat hatodik emeletén Eugene Boone segédrendőr talált egy puskát a lépcső lejárata mellett álló dobozok mögött.[33] A kiszedés után Seymour Weitzman segédrendőr megállapította, hogy egy 7,65 mm-es német Mauser.[* 6] Roger Craig rendőr szerint Boone, Weitzman, Will Fritz kapitány, a gyilkossági csoport főnöke és J. C. Day hadnagy jelen volt a fegyver megtalálásánál és miután Weitzman Mauserként azonosította, rábukkantak a 7,65-ös Mauser márkajelzésre a fegyver závárzatába vésve. Mindannyian a kérdéses fegyver körül állva, kb. 30 centiről látták a Mauser vésett feliratát.[33]

Csaknem 24 órán keresztül ezt tartotta a gyilkos fegyvernek a rendőrség, sőt Henry Wade kerületi ügyész, volt FBI nyomozó is, valamint a média összes orgánuma. Másnap a rendőrség bemutatta a sajtónak a gyilkos fegyvert. Ez azonban egy olcsó és rossz minőségű, olasz 6,5 mm-es Mannlicher-Carcano volt, a gyilkosság elkövetésére szinte alkalmatlan karabély. A fegyver csövének oldalán világosan látható a felirat: „Made in Italy” és „Cal. 6,5”. Seymour Weitzman a Warren-bizottság előtt tett jelentésében megmásította álláspontját és azt állította, hogy a korábbi, téves azonosításával szemben Mannlicher-Carcano volt a fegyver típusa. Boone két ízben megerősítette és a Warren-bizottság előtt is fenntartotta, hogy Fritz kapitány helybenhagyta, vagy kijelentette, hogy a fegyver Mauser. Fritz ezt a bizottság előtt tagadta. A jegyzőkönyvek a fegyver megtalálásának körülményeiről hiányoznak. Nem maradt fenn Day hadnagy jelentése, és C. N. Dhority rendőr leírása a fegyverről. Fennmaradt viszont Weitzmann az FBI-nak tett vallomása, melyben azt állította, hogy "a fegyver egy 7.65-ös német gyártmányú Mausernek nézett ki". Craig szerint Weitzman igen élénken érdeklődött a fegyverek iránt és maga is üzemeltetett korábban sportboltot, ahol fegyvereket árusított. Nyitott kérdés maradt, hogyan lehetséges, hogy négy (Day hadnagy elveszett jelentésével lehetséges, hogy öt) rendőr egységesen Mausernek azonosít egy fegyvert, ami Mannlicher-Carcano, majd ketten ezt tévedésnek minősítik, a másik kettő viszont fenntartja, hogy Mauser volt. Roger Craiget két-három sikertelen emberölési kísérlet után golyó által okozott mellsebtől holtan találták meg 1975. május 15-én. A halottkém öngyilkosságot állapított meg.
- Hogyan ölhette meg Ruby Oswaldot? Kizárólag a jelentés szerinti, bűnös hanyagság tette ezt lehetővé, vagy előre megfontolt terv szerint hajtotta végre a gyilkosságot? Oswald 48 órán át volt a dallasi rendőrség fogságában. A rendőrség vasárnap délelőtt akarta átszállítani a megyei börtönbe. Az időpontot előre bejelentették a sajtónak és a televíziónak. Ugyanakkor szigorú óvintézkedéseket léptettek életbe. Őröket állítottak a liftekhez és lépcsőházi feljárókhoz, az újságíróknak sajtóigazolvánnyal kellett igazolni magukat; mindenkit igazoltattak, és ha felengedtek valakit, belépőt állítottak ki a számára. Ám a szigorú intézkedések ellenére két nappal a gyilkosság előtt „Ruby péntek éjjel fent járt a második emeleten” állapította meg a Warren-bizottság. Vasárnapra virradó éjjel, 1/2 3, és 3 óra között, egy névtelen telefonáló többször is figyelmeztette az FBI-t és a seriffet: Oswaldot el akarják tenni láb alól. A bejelentésekről tájékoztatták Curry rendőrfőnököt és a seriffet. Felmerült egy olyan javaslat, hogy másik kijáraton szállítsák át Oswaldot, de ezt végül elvetették.

Ruby elment a bankjába, és pénzt utalt át egyik beosztottjának, mert az előleget kért. Ezt követően „a szigorú ellenőrzés ellenére „valószínűleg” egyszerűen lesétált az alagsorba, ahol 70-75 rendőr és 40-50 újságíró és televíziós tartózkodott.” Alig valamivel azelőtt érkezett meg, mikor Oswaldot elővezették, jobbról egy detektívhez bilincselve, balján egy másik detektívtől kísérve. Ruby közvetlen közelről (pont amikor megszólal egy autóduda) 38-as revolverével lelőtte az áldozatot. Az alagsorba kerüléséről azt állította, hogy egyszerűen lesétált, amit a szolgálatos rendőrök cáfoltak. A Warren-bizottság azonban Rubynak hitt: „A bizonyítékok értékelése után a bizottság megállapította, hogy Ruby minden segítség nélkül hatolt be az alagsorba, valószínűleg a Fő utcai lejáró felől, és nem később, mint három perccel Oswald meggyilkolása előtt.”

### Analógiák
A Warren bizottság megalakulása előtt, be sem várva, hogy a bizottság befejezze tíz hónapig tartó munkáját sokan hangoztatták, az elnök meggyilkolása nem összeesküvők műve és hogy Amerikában nincsenek hagyományai az ilyenfajta gyilkosságnak. Ez a narratíva fennmaradt a bizottság jelentésének nyilvánosságra hozása után is.
- Malcolm X, Elijah Muhammad egykori követője egy manhattani bálteremben tart szózatot 400 hívének. A szűk teremben hátul kavarodás támad, amit kihasználva 2-3 férfi talpra ugrott és revolverrel meg egy géppisztollyal szitává lövik. (1965. február 21.)

- Sokan sejtenek összeesküvést[forrás?] egy másik fekete vezető Medgar Evers meggyilkolása mögött. (1963. június 12.) 1963. május 28-án Molotov-koktélt dobtak házának gépkocsibeállójára. 1963. június 7-én majdnem elgázolta egy autó. 1964. június 23-án a gyilkosság vádjával őrizetbe vették Byron De La Beckwith kereskedőt. A kizárólag fehérekből álló esküdtszék nem tudott dönteni bűnösségéről. Végül harminc év után, 1994. február 5-én Elijah Muhammad exhumálása után új bizonyítékok alapján elítélték. Bár az ítélet ellen fellebbezett, azt elutasították, és a börtönben hunyt el 2001 januárjában. Kétségtelen, hogy itt is politikai gyilkossággal állunk szemben.

- Robert F. Kennedy (1968. június 6.) merénylet. Az elfogott tettes Sirhan Bishara Sirhan, egy jeruzsálemi keresztény palesztin családból származó, 24 éves fiatalember, aki akkoriban éppen lóápolóként dolgozott egy közeli versenyló-tenyésztőnél. Sirhan fegyverének tárja nyolc lőszer befogadására volt alkalmas. Tény, hogy RFK testéből három lövedéket operálnak ki az orvosok, a negyedik a zakóján áthatolva a padlóban áll meg, további ötöt a falból, egyet az egyik ablakkeretből, kettőt a szemközti ajtó keretéből szednek ki a bűnügyi technikusok. Minderről legelőször a Los Angeles Free Press helyi újság számol be pár nappal az események után, kalandos módon megszerzett, és a helyszínen készült fotókkal bizonyítva a cikkben állítottakat. Sajnos a későbbi nyomozás, majd a bírósági tárgyalás során ezeket (mármint a rögzített nyomokat, az ajtó- és ablakkeretet) már nem tudják felsorakoztatni, mert tisztázatlan körülmények között megsemmisülnek a Los Angeles-i rendőrség bűnjelkamrájában. Thomas Noguchi halottkém és patológus (aki nem mellesleg Marilyn Monroe boncolásán is részt vett pár évvel korábban) kijelentette, hogy a halálos sebet egy 22-es kaliberű lövedék okozta Bobby fején, és ezt legfeljebb 3 hüvelyk (7,5 centi) távolságból lőtték ki – lőpornyom és pörkölődés is látható volt a bőrön. Ugyanakkor szemtanúk egybehangzó állítása szerint Sirhan körülbelül két méterről lőtt a szenátorra, s ennél közelebb nem is került hozzá. Mellesleg a helyszíni felvételek aprólékos elemzését követően fehéren-feketén kiderült, hogy a helyszínen, illetve annak közvetlen közelében tartózkodott legalább három floridai CIA-tiszt: David Sanchez Morales, Gordon Campbell és George Joannides. Márpedig Los Angeles elég messze van Floridától ahhoz, hogy véletlenül arra kószáljanak; durván négyezer kilométerre. Robert Kennedy „testőrségét” azon az éjszakán három állandó embere képviselte: egyikük William Barry egykori FBI-ügynök (lőfegyverrel), a három állandó testőrön kívül azonban belép a képbe egy negyedik alak: bizonyos Thane Eugene Cesar hivatásos testőr, aki akkoriban az Ace Biztonsági Szolgálatnak dolgozott külsősként. Elég fura figura; három hónappal az esemény előtt lép szerződéses viszonyba az ACE-szel,  összesen négy munkát vállal a három hónap alatt, és már május elején kiköti, hogy a Demokrata Párt rendezvényén ott akar lenni, mert „úgy ismeri a Hotel Ambassadort, mint a tenyerét”. Utólag persze kiderül, hogy június harmadikán jár ott először, amikor két percig keresi például a felvonót. Thane egykori CIA-s és tengerészgyalogos volt, aki ugyancsak rálőtt Bobbyra, kihasználva a Sirhan első lövései által keltett zűrzavart. Thane-t 1994-ben poligráfos vizsgálatnak vetetté alá, de a műszer szerint ártatlan volt.

- Allard K. Lowenstein ügyvéd, demokrata kongresszusi képviselő nem nyugodott bele a hivatalos végkifejletbe és 1975-ben a nyomozás újrakezdését javasolta. Felhívást tett közzé a sajtóban, amelyben további tanúk jelentkezését és bizonyítékok beszolgáltatását kérte a nagyközönségtől. Számos választ kapott, amelyekről csak visszafogottan nyilatkozott, de sejtetni engedte, hogy nem csak az RFK, hanem a JFK-gyilkosság is teljesen új megvilágításba kerülhet. A PBS Firing Line c. televíziós showjában William F. Buckley interjújában tárta a Robert Kennedy gyilkosság ellentmondásait a nyilvánosság elé.[41] Kijelentette, hogy John F. Kennedy-t nem Oswald ölte meg, Robert Kennedy-t pedig nem Sirhan Sirhan; továbbá, hogy gyűjti a pénzt és a szövetségeseket a két gyilkossági ügy gigantikusnak szánt, teljes körű újratárgyalásához és a bizonyítási eljáráshoz. 1980-ban Dennis Sweeney irodájában agyonlőtte. Sweeney-t a bíróság elmebetegnek találta és gyógykezelésre ítélte.

- Martin Luther King Jr. Memphisbe látogatott. 1968. április 3-án visszatért és egy nagy hatású beszédet mondott az egyik helyi templomban. Másnap késő délután King a helyi Lorraine Motel 306-os szobájában tartotta utolsó eligazítását az összegyűlt stábnak. Pontban hat órakor páran kimentek az emeleti erkélyre, egy kis friss levegőt szippantani. 18 óra 01 perckor lövés dörrent; a golyó Kinget nyaka jobb oldalán találta el, átszakította a nyelő- és légcsövét, eltörte a nyakát, szétrobbantotta a gerincagyat, majd a bal lapockájában állt meg. Minden orvosi próbálkozás hiábavaló volt, noha – mellkasát feltárva – még nyíltszíves masszázst is alkalmaztak. Kereken egy óra múlva hivatalosan is bejelentették: az amerikai feketék első számú politikai vezetője, a Nobel-békedíjas Martin Luther King Jr. meghalt.